# 아마드 알호스니
아마드 알리 술레이만 알호스니(아랍어: عماد علي الحوسني는 1984년 7월 18일, 오만 무스카트 ~ )는 오만의 전 축구 선수이며 과거 공격수로 활약하였다.

## 축구인 경력

### 선수 경력
오만의 알카부라에서 선수 생활을 시작하였고 2004년 사우디아라비아의 알리야드로 이적하였다.
2005년부터 2009년까지 카타르의 카타르 SC와 알라얀에서 활약하였고 2009년엔 오만을 걸프컵 우승으로 이끈 후 벨기에의 샤를루아로 이적하며 알리 알합시에 이어 유럽에서 활약하는 2번째 오만 국적 선수가 되었다. 하지만 큰 활약을 펼치지는 못하였고 1년 만에 알라얀으로 복귀하였다.
2010년 중반 알아흘리로 이적하였다.

### 국가대표 경력
2003년 열린 걸프컵에 18세의 어린 나이로 참가하여 사우디아라비아와의 경기에서 득점을 기록하는 등 좋은 활약을 펼쳤다. 이듬해에 개최된 걸프컵에서는 대회 MVP에 선정되었고 같은 해 열린 2004년 아시안컵에서도 2골을 기록하였다. 2009년 걸프컵에선 오만을 우승으로 이끌기도 하였다.

## 같이 보기
- A매치 100경기 이상 출전한 축구 선수 명단